# Baranek Shaun
Baranek Shaun (ang. Shaun the Sheep, 2006–2019) – brytyjski serial animowany poklatkowo, będący spin-offem krótkometrażowego filmu Wallace i Gromit: Golenie owiec (ang. Wallace & Gromit in A Close Shave) z 1995 roku.
Tytułowy baranek Shaun pojawił się w tym filmie jako postać drugoplanowa. Prócz tego pojawił się on w jednym z krótkich filmików wchodzących w skład kompilacji „Cracking Contraptions”. Najprawdopodobniej swoje imię zawdzięcza on incydentowi z maszyną do pielęgnacji wełny będącej produktem roztargnionego wynalazcy Wallace’a.
Od 2006 roku wytwórnia Aardman Animations i HiT Entertainment pod kierownictwem Nicka Parka stworzyła serial animowany w całości poświęcony tej postaci oraz jej życiu na farmie. Serial składa się z 170 odcinków trwających ok. 7 minut każdy.

## Postacie główne
- Shaun – główny bohater i nieoficjalny przywódca żyjącego na farmie stada owiec. Bystry i sympatyczny. Często wpada w różne tarapaty, ale wychodzi z nich bez szwanku dzięki swojej pomysłowości.
- Bitzer – pies pasterski, którego zachowanie do złudzenia przypomina pracę brygadzisty w fabryce. Przynosi do pracy herbatę w termosie oraz drugie śniadanie, sprawdza stan osobowy swojej załogi oraz przy pomocy gwizdka ogłasza początek i koniec zmiany na pastwisku. Ma słabość do muzyki, aportowania oraz powieści romantycznych.
- Farmer – jak wszyscy ludzie w serialu nie mówi, a chrząka. Nie ma pojęcia, co naprawdę dzieje się w obejściu. Choć nieraz udaje mu się przypadkowo nakryć swoje zwierzęta na różnych niezwykłych czynnościach, te bez problemu potrafią go oszukać i utrzymywać w przeświadczeniu, że ma przywidzenia.
- Shirley – wielka, okrągła owca, jedząca niemal wszystko, co znajdzie się w jej zasięgu. Ze względu na wyjątkowo duże gabaryty bywa bardzo przydatna jako żywa trampolina, pompa ciśnieniowa czy taran, a jej runo mieści mnóstwo nieprawdopodobnych rzeczy.
- Timmy – najmłodszy, posiadający tylko jeden mleczny ząb członek owczego stada. Jest bardzo ciekawski i często pakuje się w różne niebezpieczeństwa np. chodzenie po linie w cyrku, z których wychodzi bez szwanku, w przeciwieństwie do tych, którzy chcą mu pomóc. Jest głównym bohaterem innego serialu Timmy i przyjaciele przeznaczonego przede wszystkim dla dzieci.
- Mama Timmy’ego – można ją rozpoznać po wałkach na głowie. Nie należy do nadopiekuńczych matek, ale bardzo kocha Timmy’ego.
- Trzy świnie – świnie o wyjątkowo niesympatycznym charakterze. Są aroganckie i złośliwe, ciągle szukają sposobności, aby dokuczyć sąsiadującym z nimi owcom, choć złe uczynki niemal zawsze obracają się przeciwko nim. Boją się tylko Farmera i psa.

## Postacie poboczne
- Bitzerowa – suczka należąca do obozowiczów, którzy rozbili namiot niedaleko farmy. Niestety, zanim jej romans z Bitzerem rozgorzał na dobre, musiała wrócić do domu ze swoimi właścicielami.
- Pidsley – pomarańczowo-brązowy, wyjątkowo tłusty i leniwy kot należący do Farmera. Zazdrosny o pozostałe zwierzęta – chciałby, żeby Farmer zajmował się tylko nim. Jego słabością jest zabawa kłębkiem wełny. Pojawia się w kilku odcinkach, czasem gra w nich główną rolę.
- Mower Mouth (koszące szczęki) – koza o nieposkromionym apetycie – z równym zapałem pałaszuje trawę, gałęzie, stare opony i cegłówki. Został jej poświęcony jeden z odcinków oraz pojawiła się epizodycznie jako jeden z gości wiejskiej dyskoteki Shauna oraz kilku innych odcinkach.
- Byk – silny, szybki i łatwo wpadający w złość. Jego sierść ma kolor brązowy. Czerwień działa na niego jak płachta na byka. Pojawia się w odcinkach: „Byk”, „Wykrywacz metalu”, „Chrapanie” i „Dyskoteka Shauna”.
- Kosmita – zielony przybysz z innej planety który rozbił się na pastwisku. Owce pomagają mu naprawić i wyczyścić jego spodek, kosmita odlatując zostawia owcom ciekawy przedmiot. Pojawia się (sam lub w towarzystwie pobratymców) w odcinkach pod tytułem „Gość”, „Kłopotliwi Goście”, „Zamiana”, „Skaczące owce” i „Łapacz chwil”.
- Lis – mieszka w norze nieopodal farmy. Pojawia się w odcinkach „Porwanie” (porywa Koguta), „Lis w owczej skórze” (dybie na Timmy’ego) i „Kokos” (podkrada się do kur)
- Wybranka Farmera – kobieta z różowymi włosami, często odwiedzająca farmera. Występuje w odcinkach „Balon”, „Nerwowa randka”, „Wesołych Świąt”, „Tupecik”.
- Lola – owca o blond włosach. Pojawia się w odcinku „Zakochany Shaun”
- Pozostałe owce - 36

## Postacie epizodyczne
- Kura – pojawia się w odcinkach: „Kto jest mamą?” i „Upalny dzień”.
- Kogut – występuje na początku czołówki każdego odcinka; jest też głównym bohaterem odcinka „Porwanie”.
- Wrona – pojawia się w odcinku „Wrona"
- Pisklęta (dzieci kury) – cztery małe żółte kulki, u których nie widać oczu ani łap.
- Kaczka – pojawia się w odcinkach „Piłka”, „Kąpiel”, „Beton” oraz „Dyskoteka Shauna". Czasem towarzyszy jej druga towarzyszka.
- Małe ptaki – pojawiają się w odcinkach: „Zakochany owczarek” i „Porządki”.
- Sroka – złodziejaszek błyskotek, pojawia się w odcinku: „Sroka”.

- Pryszczaty nastolatek – pryszczaty nastolatek, dostawca pizzy, o grzywce zasłaniającej mu oczy. Jest wielkim miłośnikiem płazów, a może wierzy w bajkę o zaklętej w żabę księżniczce.
- Turyści – pojawiają się epizodycznie na początku i na końcu odcinka pod tytułem „Fotograf”, a także w odcinku pod tytułem „Turyści chaosu”.
- Staruszka – pojawia się w kilku odcinkach, jej charakterystyczną cechą jest torebka której używa do bicia innych.
- Siostrzenica – siostrzenica farmera pojawiająca się w odcinkach "Siostrzenica", "Królik" i "Wesołych Świąt".
- Krowa - postać pojawiająca się w odcinkach: "Gospodarz w każdej sytuacji" i "Farmer Shaun".

## Wersja polska
- Pierwsza wersja dubbingu (TVP1)
- Opracowanie: Telewizja Polska Agencja Filmowa

Tekst piosenki: Michał Wojnarowski
Piosenkę tytułową śpiewał: Tomasz Szwed
Lektor tytułów odcinków: Krzysztof Mielańczuk
Lektor tyłówki: Krzysztof Mielańczuk (odc. 41-80)
- Trzecia wersja dubbingu (TV Puls)
- Opracowanie muzyczne: Telewizji Puls – Studio Publishing

Piosenkę z tekstem Joachima Karafki śpiewał: Adam Krylik
Lektor: Marcin Sołtyk

## Odcinki
- Serial emitowany w Polsce na kanale Cartoon Network, TVP1, ZigZap, MiniMini, TeleTOON+ oraz Puls2.
- Premiera serialu w Cartoon Network:
  - I seria (odcinki 1–40) – 8 października 2007 roku,
  - II seria (odcinki 40–80) – 17 marca 2008 roku.
- Premiera serialu w TVP1:
  - I seria (odcinki 1–20) – 2 czerwca 2008 roku.

- Premiera serialu w TV Puls 2:
  - I seria (odcinki 1–40) – 17 listopada 2014 roku.
  - II seria (odcinki 40–80) – 2 grudnia 2014 roku.
  - III seria (odcinki 80–100) – 15 grudnia 2014 roku.

### Spis odcinków
| Sezon 1 (2007)                      | Sezon 1 (2007) | Sezon 1 (2007)                  | Sezon 1 (2007)                | Sezon 1 (2007) |
| Nr                                  | Nr             | Polski tytuł                    | Angielski tytuł               | Premiera       |
| ----------------------------------- | -------------- | ------------------------------- | ----------------------------- | -------------- |
| 1                                   | 1              | Spalony!                        | Off the Baa!                  | 05.03.2007     |
| 2                                   | 2              | Kąpiel                          | Bathtime                      | 05.03.2007     |
| 3                                   | 3              | Trener Shaun                    | Shape Up with Shaun           | 06.03.2007     |
| 4                                   | 4              | Przytulanka                     | Timmy in a Tizzy              | 06.03.2007     |
| 5                                   | 5              | Poczęstunek                     | Scrumping                     | 07.03.2007     |
| 6                                   | 6              | Obrazek                         | Still Life                    | 07.03.2007     |
| 7                                   | 7              | Żarłok                          | Mower Mouth                   | 08.03.2007     |
| 8                                   | 8              | Na wynos                        | Take Away                     | 08.03.2007     |
| 9                                   | 9              | Byk                             | The Bull                      | 09.03.2007     |
| 10                                  | 10             | Dyskoteka Shauna                | Saturday Night Shaun          | 09.03.2007     |
| 11                                  | 11             | Latawiec                        | The Kite                      | 12.03.2007     |
| 12                                  | 12             | Horror Timmy'ego                | Little Sheep of Horrors       | 12.03.2007     |
| 13                                  | 13             | Pszczoły                        | Buzz Off Bees                 | 13.03.2007     |
| 14                                  | 14             | Postrzyżyny                     | Fleeced                       | 13.03.2007     |
| 15                                  | 15             | Fotograf                        | Shaun Shoots the Sheep        | 14.03.2007     |
| 16                                  | 16             | Timmy akrobata                  | Big Top Timmy                 | 14.03.2007     |
| 17                                  | 17             | Zakochany owczarek              | Fetching                      | 15.03.2007     |
| 18                                  | 18             | Kret                            | Mountains Out of Molehills    | 15.03.2007     |
| 19                                  | 19             | Kto jest mamą?                  | Who's the Mummy?              | 16.03.2007     |
| 20                                  | 20             | Nocne strachy                   | Things That Go Bump           | 16.03.2007     |
| 21                                  | 21             | Czary                           | Abracadabra                   | 03.09.2007     |
| 22                                  | 22             | Wesołe miasteczko               | Sheep on the Loose            | 03.09.2007     |
| 23                                  | 23             | Pranie                          | Washday                       | 04.09.2007     |
| 24                                  | 24             | Gość                            | The Visitor                   | 04.09.2007     |
| 25                                  | 25             | Farmer Shaun                    | Shaun the Farmer              | 05.09.2007     |
| 26                                  | 26             | Ból zęba                        | Tooth Fairy                   | 05.09.2007     |
| 27                                  | 27             | Beton                           | Bitzer Puts His Foot in It    | 06.09.2007     |
| 28                                  | 28             | Czkawka                         | Hiccups                       | 06.09.2007     |
| 29                                  | 29             | Upał                            | If You Can't Stand the Heat   | 07.09.2007     |
| 30                                  | 30             | Lunatyk                         | Sheepwalking                  | 07.09.2007     |
| 31                                  | 31             | Porządki                        | Tidy Up                       | 10.09.2007     |
| 32                                  | 32             | Siostrzenica                    | The Farmer's Niece            | 10.09.2007     |
| 33                                  | 33             | Bałagan na kempingu             | Camping Chaos                 | 11.09.2007     |
| 34                                  | 34             | Pomocnik                        | Helping Hound                 | 11.09.2007     |
| 35                                  | 35             | Kłopoty z traktorem             | Troublesome Tractor           | 12.09.2007     |
| 36                                  | 36             | Trzymajmy się razem             | Stick with Me                 | 12.09.2007     |
| 37                                  | 37             | Wykrywacz metalu                | Heavy Metal Shaun             | 13.09.2007     |
| 38                                  | 38             | Chrapanie                       | Snore-Worn Shaun              | 13.09.2007     |
| 39                                  | 39             | Ocalić drzewo                   | Save the Tree                 | 14.09.2007     |
| 40                                  | 40             | Kłopotliwi goście               | Shaun Encounters              | 14.09.2007     |
| Sezon 2 (2009 – 2010)               |                |                                 |                               |                |
| Nr                                  | Nr             | Polski tytuł                    | Angielski tytuł               | Premiera       |
| 41                                  | 1              | Zły dzień Bitzera               | Double Trouble                | 23.11.2009     |
| 42                                  | 2              | Linia ciągła                    | Draw the Line                 | 24.11.2009     |
| 43                                  | 3              | Bezsenność                      | Sheepless Nights              | 25.11.2009     |
| 44                                  | 4              | Skaczące owce                   | Spring Lamb                   | 26.11.2009     |
| 45                                  | 5              | Żadnych tańców!                 | Strictly No Dancing           | 27.11.2009     |
| 46                                  | 6              | Mistrz golfa                    | Who's the Caddy?              | 30.11.2009     |
| 47                                  | 7              | Tupecik                         | Hair Today, Gone Tomorrow     | 01.12.2009     |
| 48                                  | 8              | Kobza                           | Bagpipe Buddy                 | 02.12.2009     |
| 49                                  | 9              | Wielkolud Timmy                 | Supersize Timmy               | 03.12.2009     |
| 50                                  | 10             | Zamknięty od zewnątrz           | Lock Out                      | 04.12.2009     |
| 51                                  | 11             | Domowy drapieżnik               | Cheetah Cheater               | 07.12.2009     |
| 52                                  | 12             | Gospodarz w każdej sytuacji     | Ewe've Been Framed            | 08.12.2009     |
| 53                                  | 13             | Nowa czapka Bitzera             | Bitzer's New Hat              | 09.12.2009     |
| 54                                  | 14             | Myszka                          | Hide and Squeak               | 10.12.2009     |
| 55                                  | 15             | Nerwowa randka                  | Frantic Romantic              | 11.12.2009     |
| 56                                  | 16             | Handelek                        | Everything Must Go            | 14.12.2009     |
| 57                                  | 17             | Przyjęcie urodzinowe            | Party Animals                 | 15.12.2009     |
| 58                                  | 18             | Zamiana                         | Cat Got Your Brain?           | 16.12.2009     |
| 59                                  | 19             | Zakochany Shaun                 | Two's Company                 | 17.12.2009     |
| 60                                  | 20             | Pałac Bitzera                   | In the Doghouse               | 18.12.2009     |
| 61                                  | 21             | Łódka                           | The Boat                      | 17.05.2010     |
| 62                                  | 22             | Balon                           | What's Up, Dog?               | 18.05.2010     |
| 63                                  | 23             | Porwanie                        | Cock-a-Doodle Shaun           | 19.05.2010     |
| 64                                  | 24             | Trening Bitzera                 | Bitzer's Basic Training       | 20.05.2010     |
| 65                                  | 25             | Rzeźba                          | Chip Off the Old Block        | 21.05.2010     |
| 66                                  | 26             | Nowe rządy                      | Pig Trouble                   | 24.05.2010     |
| 67                                  | 27             | Bitzer z Czarnej Laguny         | Bitzer from the Black Lagoon  | 25.05.2010     |
| 68                                  | 28             | Afrykańskie kaczki              | Zebra Ducks of the Serengeti  | 26.05.2010     |
| 69                                  | 29             | Zepsuty gwizdek                 | Whistleblower                 | 27.05.2010     |
| 70                                  | 30             | Pościg                          | The Big Chase                 | 28.05.2010     |
| 71                                  | 31             | Sroka                           | The Magpie                    | 06.12.2010     |
| 72                                  | 32             | Sami w domu                     | Operation Pidsley             | 07.12.2010     |
| 73                                  | 33             | Wojna                           | Pig Swill Fly                 | 08.12.2010     |
| 74                                  | 34             | Shirley na kółkach              | Shirley Whirley               | 09.12.2010     |
| 75                                  | 35             | Lis w owczej skórze             | Foxy Laddie                   | 10.12.2010     |
| 76                                  | 36             | Gra w bilard                    | Shaun Goes Potty              | 13.12.2010     |
| 77                                  | 37             | Chory wiatrak                   | An Ill Wind                   | 14.12.2010     |
| 78                                  | 38             | Przy kominku                    | Fireside Favourite            | 15.12.2010     |
| 79                                  | 39             | Śnieg                           | Snowed In                     | 16.12.2010     |
| 80                                  | 40             | Wesołych świąt!                 | We Wish Ewe a Merry Christmas | 17.12.2010     |
| Sezon 3 (2012)                      |                |                                 |                               |                |
| Nr                                  | Nr             | Polski tytuł                    | Angielski tytuł               | Premiera       |
| 81                                  | 1              | Impas                           | The Stand Off                 | 26.11.2012     |
| 82                                  | 2              | Kokos                           | The Coconut                   | 27.11.2012     |
| 83                                  | 3              | Konkurs                         | The Shepherd                  | 28.11.2012     |
| 84                                  | 4              | Mycie okien                     | You Missed a Bit              | 29.11.2012     |
| 85                                  | 5              | Graffiti                        | Let's Spray                   | 30.11.2012     |
| 86                                  | 6              | Kruk                            | The Crow                      | 03.12.2012     |
| 87                                  | 7              | Shaun uciekinier                | Shaun the Fugitive            | 04.12.2012     |
| 88                                  | 8              | Ciężkie do przełknięcia         | Hard to Swallow               | 05.12.2012     |
| 89                                  | 9              | Misja pudełkowa                 | Mission Inboxible             | 06.12.2012     |
| 90                                  | 10             | Żegnaj stodoło                  | Bye Bye, Barn                 | 07.12.2012     |
| 91                                  | 11             | Mecz                            | The Rounders Match            | 10.12.2012     |
| 92                                  | 12             | Filmowa noc                     | Film Night                    | 11.12.2012     |
| 93                                  | 13             | Wykopaliska                     | Fossils                       | 12.12.2012     |
| 94                                  | 14             | Deskorolka                      | The Skateboard                | 13.12.2012     |
| 95                                  | 15             | Pianino                         | The Piano                     | 14.12.2012     |
| 96                                  | 16             | Zdjęcie                         | The Snapshot                  | 17.12.2012     |
| 97                                  | 17             | Upał                            | Prickly Heat                  | 18.12.2012     |
| 98                                  | 18             | Lotnia                          | The Hang Glider               | 19.12.2012     |
| 99                                  | 19             | Teatr cieni                     | The Shadow Play               | 20.12.2012     |
| 100                                 | 20             | Byk na pikniku                  | Bull vs. Wool                 | 21.12.2012     |
| Sezon 4 (2013)                      |                |                                 |                               |                |
| Nr                                  | Nr             | Polski tytuł                    | Angielski tytuł               | Premiera       |
| 101                                 | 1              | Lody                            | Cones                         | 04.02.2013     |
| 102                                 | 2              | Łapacz chwil                    | Caught Short Alien            | 05.02.2013     |
| 103                                 | 3              | Wszystkiego najlepszego, Timmy! | Happy Birthday Timmy!         | 06.02.2013     |
| 104                                 | 4              | Dżin                            | The Genie                     | 07.02.2013     |
| 105                                 | 5              | Telewizor 3D                    | 3DTV                          | 08.02.2013     |
| 106                                 | 6              | Śmierdzący farmer               | The Smelly Farmer             | 11.02.2013     |
| 107                                 | 7              | Zrób to sam                     | DIY                           | 12.02.2013     |
| 108                                 | 8              | Królik                          | The Rabbit                    | 13.02.2013     |
| 109                                 | 9              | Posiadacz wygranej              | Prize Possession              | 14.02.2013     |
| 110                                 | 10             | Pająk                           | The Spider                    | 15.02.2013     |
| 111                                 | 11             | Nerwowy tik                     | The Loony-Tic                 | 18.02.2013     |
| 112                                 | 12             | Ludzie pracy                    | Men at Work                   | 19.02.2013     |
| 113                                 | 13             | Wystawa psów                    | The Dog Show                  | 20.02.2013     |
| 114                                 | 14             | Brakujący element               | Missing Piece                 | 21.02.2013     |
| 115                                 | 15             | Filmowcy                        | Wildlife Watch                | 22.02.2013     |
| 116                                 | 16             | Pelikan                         | The Pelican                   | 25.02.2013     |
| 117                                 | 17             | Łobuz                           | Bad Boy                       | 26.02.2013     |
| 118                                 | 18             | Zdalne sterowanie               | Remote Control                | 27.02.2013     |
| 119                                 | 19             | Zastępca                        | Phoney Farmer                 | 28.02.2013     |
| 120                                 | 20             | Zarobiony pies                  | Ground Dog Day                | 01.03.2013     |
| 121                                 | 21             | Nieproszony gość                | The Intruder                  | 02.09.2013     |
| 122                                 | 22             | Niezastąpiony Bitzer            | Bitzer for a Day              | 03.09.2013     |
| 123                                 | 23             | Sekret Bitzera                  | Bitzer's Secret               | 04.09.2013     |
| 124                                 | 24             | Szczwany lis                    | Ping-Pong Poacher             | 05.09.2013     |
| 125                                 | 25             | Ukryte talenty                  | Hidden Talents                | 06.09.2013     |
| 126                                 | 26             | Trzymać poziom                  | Picture Perfect               | 09.09.2013     |
| 127                                 | 27             | Ocalić wysypisko                | Save the Dump                 | 10.09.2013     |
| 128                                 | 28             | Kaczka!                         | Duck!                         | 11.09.2013     |
| 129                                 | 29             | Hipnoza                         | The Stare                     | 12.09.2013     |
| 130                                 | 30             | Owoce i orzechy                 | Fruit & Nuts                  | 13.09.2013     |
| Sezon 5 (2016)                      |                |                                 |                               |                |
| Nr                                  | Nr             | Polski tytuł                    | Angielski tytuł               | Premiera       |
| 131                                 | 1              | Nieczynne                       | Out of Order                  | 05.09.2016     |
| 132                                 | 2              | Hipisowska farma                | Karma Farmer                  | 06.09.2016     |
| 133                                 | 3              | Zepsuta zabawa                  | Spoilsport                    | 07.09.2016     |
| 134                                 | 4              | Nowy wygląd Shauna              | Baa-d Hair Day                | 08.09.2016     |
| 135                                 | 5              | Bratanek farmera                | The Farmer's Nephew           | 09.09.2016     |
| 136                                 | 6              | Niania Bitzer                   | Babysitter Bitzer             | 12.09.2016     |
| 137                                 | 7              | Podejrzany lokator              | Dodgy Lodger                  | 13.09.2016     |
| 138                                 | 8              | Niebezpieczne przesyłki         | Dangerous Deliveries          | 14.09.2016     |
| 139                                 | 9              | Timmy i smok                    | Timmy and the Dragon          | 15.09.2016     |
| 140                                 | 10             | Nowy gwizdek Bitzera            | Bitzer's New Whistle          | 16.09.2016     |
| 141                                 | 11             | Podwórkowa wojna                | Turf Wars                     | 07.11.2016     |
| 142                                 | 12             | Kłujący problem                 | A Prickly Problem             | 08.11.2016     |
| 143                                 | 13             | Ścigany                         | Wanted                        | 09.11.2016     |
| 144                                 | 14             | Gwiazda rocka                   | Rude Dude                     | 10.11.2016     |
| 145                                 | 15             | Proszę o ciszę                  | Keeping the Peace             | 11.11.2016     |
| 146                                 | 16             | Dzień farmera                   | Happy Farmers' Day            | 14.11.2016     |
| 147                                 | 17             | Lista zadań                     | Checklist                     | 15.11.2016     |
| 148                                 | 18             | Magiczny prezent                | Return to Sender              | 16.11.2016     |
| 149                                 | 19             | Kołnierz wstydu                 | Cone of Shame                 | 17.11.2016     |
| 150                                 | 20             | Zamiana ról                     | Sheep Farmer                  | 18.11.2016     |
| Sezon 6 / Przygody na farmie (2020) |                |                                 |                               |                |
| Nr                                  | Nr             | Polski tytuł                    | Angielski tytuł               | Premiera       |
| 151                                 | 1              | Beee-rgherita                   | Baa-gherita                   | 17.03.2020     |
| 152                                 | 2              | Czas się zbierać                | Get Your Goat                 | 17.03.2020     |
| 153                                 | 3              | Superbaran                      | Super Sheep                   | 17.03.2020     |
| 154                                 | 4              | Bitzer w przestworzach          | Space Bitzer                  | 17.03.2020     |
| 155                                 | 5              | #gwiazdazfarmy                  | #farmstar                     | 17.03.2020     |
| 156                                 | 6              | Śledztwo na farmie              | CSI Mossy                     | 17.03.2020     |
| 157                                 | 7              | Wiewiórkowa afera               | Squirrelled Away              | 17.03.2020     |
| 158                                 | 8              | Pokój z widokiem na owce        | Room with a Ewe               | 17.03.2020     |
| 159                                 | 9              | Dawaj, Bitzer!                  | Go Bitzer Go!                 | 17.03.2020     |
| 160                                 | 10             | Czy ktoś tu podłożył świnię?    | Prize Porker                  | 17.03.2020     |
| 161                                 | 11             | Uwolnić misia                   | Teddy Heist                   | 17.03.2020     |
| 162                                 | 12             | Film kostiumowy                 | Costume Drama                 | 17.03.2020     |
| 163                                 | 13             | Przesyłka ekspresowa            | Express Delivery              | 17.03.2020     |
| 164                                 | 14             | Zostawię to w stawie            | Pond Life                     | 17.03.2020     |
| 165                                 | 15             | Tańczyć każdy może              | Hot to Trotter                | 17.03.2020     |
| 166                                 | 16             | Czyste i lśniące                | Box Fresh                     | 17.03.2020     |
| 167                                 | 17             | Rajd wokół farmy                | Tour de Mossy Bottom          | 17.03.2020     |
| 168                                 | 18             | Gąsko, gąsko, do domu           | Sheep Sheep Goose             | 17.03.2020     |
| 169                                 | 19             | Kto ukradł dynie?               | Pumpkin Peril                 | 17.03.2020     |
| 170                                 | 20             | Wiejski park rozrywki           | Farm Park                     | 17.03.2020     |
| Sezon 7 (2025)                      |                |                                 |                               |                |
| Nr                                  | Nr             | Polski tytuł                    | Angielski tytuł               | Premiera       |
| 171                                 | 1              | Shirleywersum                   | Shirleyverse                  | 24.05.2025     |
| 172                                 | 2              | Shirleywersum                   | Shirleyverse                  | 24.05.2025     |
| 173                                 | 3              | Upiecz to na luzie              | Bake it Easy                  | 26.05.2025     |
| 174                                 | 4              | Półkowy przeciek                | Shelf Life                    | 27.05.2025     |
| 175                                 | 5              | Symulanty                       | Bed Lamb                      | 28.05.2025     |
| 176                                 | 6              | Spadające gwiazdy               | Shooting Stars                | 29.05.2025     |
| 177                                 | 7              | Dzwonek do drzwi                | Doorbell                      | 30.05.2025     |
| 178                                 | 8              | Pszczelokontrola                | Bee Free                      | 02.06.2025     |
| 179                                 | 9              | Kopytna moda                    | Hoof Fashion                  | 03.06.2025     |
| 180                                 | 10             | Uciekające bele                 | Bitzer's Bale Out             | 04.06.2025     |
| 181                                 | 11             | Gwizdnięta kontrola             | Whistle-Stop                  | 05.06.2025     |
| 182                                 | 12             | Pieskie biwakowanie             | Ruffing It                    | 06.06.2025     |
| 183                                 | 13             | Ciemna sprawa                   | Power Cut                     | 09.06.2025     |
| 184                                 | 14             | Błotna misja                    | Stuck in the Muck             | 10.06.2025     |
| 185                                 | 15             | Skręcony bałagan                | Spare Parts                   | 11.06.2025     |
| 186                                 | 16             | Prześpij się z tym              | Sleep on It                   | 12.06.2025     |
| 187                                 | 17             | Polowanie na skarb              | Treasure Hunt                 | 13.06.2025     |
| 188                                 | 18             | Zeszło na psy                   | Gone to the Dogs              | 16.06.2025     |
| 189                                 | 19             | Kuroupiór                       | Poultrygeist                  | -              |
| 190                                 | 20             | brak polskiej wersji językowej  |                               |                |

## Polskie wydania DVD
- W Polsce ukazało się 7 DVD z przygodami Baranka Shauna:

Seria pierwsza
- Latawiec (data premiery do sprzedaży: 2008-06-20)
- Postrzyżyny (data premiery do sprzedaży: 2008-06-20)
- Wesołe Miasteczko (data premiery do sprzedaży: 2008-09-05)
- Trzymajmy Się Razem (data premiery do sprzedaży: 2008-09-05)

Seria druga
- Skaczące owce (data premiery do sprzedaży: 2011-09-02)
- Zakochany Shaun (data premiery do sprzedaży: 2011-11-04)
- Pościg (data premiery do sprzedaży: 2012-01-27)

## Inne media
- Timmy i przyjaciele - serial animowany (spin-off)
- Baranek Shaun: Film - film animowany z 2015 roku na podstawie serialu
- Baranek Shaun Film: Farmageddon - film animowany z 2019 roku na podstawie serialu